# Diócesis de Nicosia
La diócesis de Nicosia (en latín: Dioecesis Nicosiensis o Herbitensis y en italiano: Diocesi di Nicosia) es una circunscripción eclesiástica de la Iglesia católica en Italia. Se trata de una diócesis latina, sufragánea de la arquidiócesis de Mesina-Lípari-Santa Lucía del Mela. Desde el 23 de abril de 2022 su obispo es Giuseppe Schillaci.

## Territorio y organización

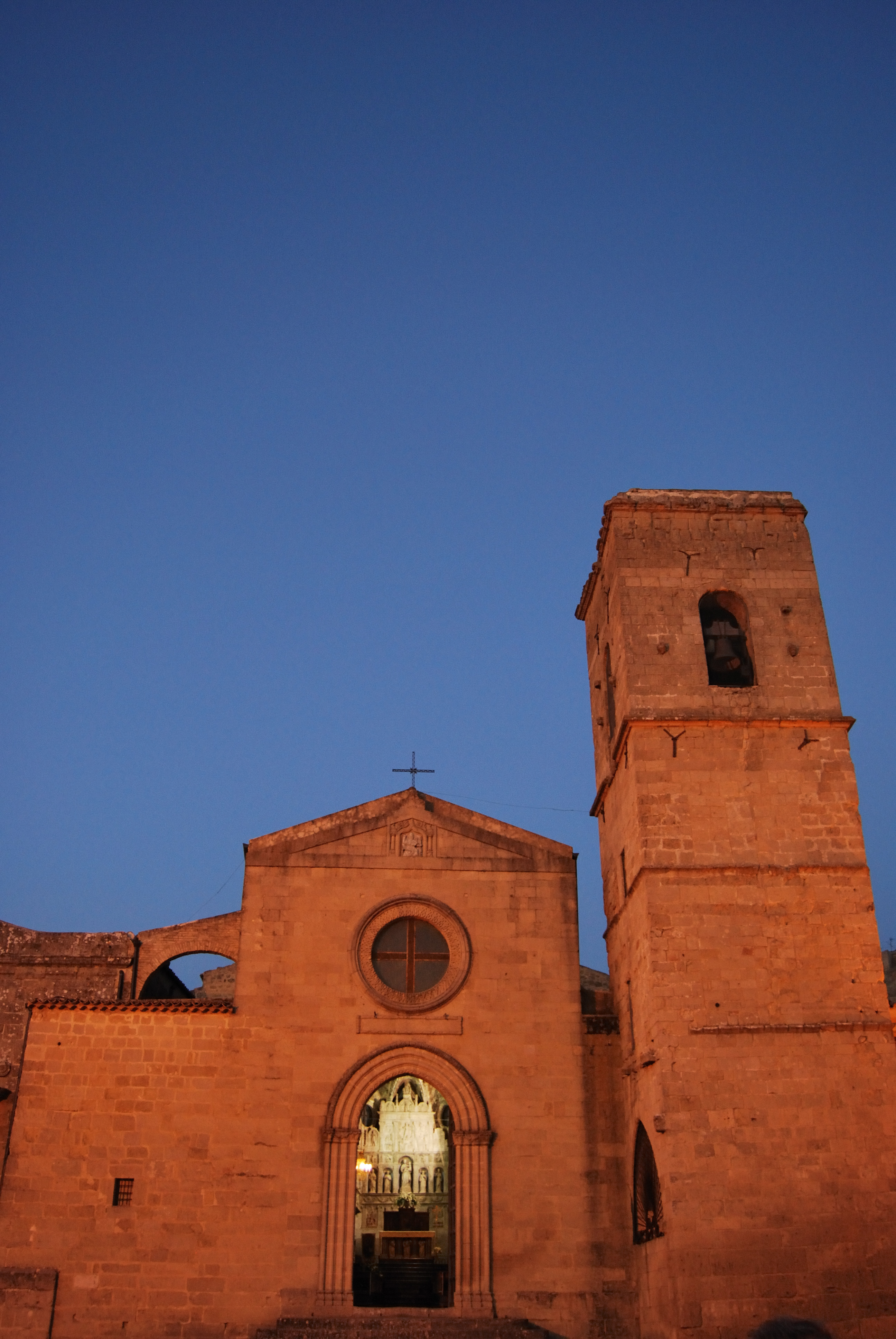
Basílica de San León, en Assoro

La diócesis tiene 1457 km² y extiende su jurisdicción sobre los fieles católicos de rito latino residentes en parte de la región de Sicilia, comprendiendo: 12 comunas del consorcio comunal libre de Enna (que en 2015 remplazó a la suprimida provincia de Enna): Agira, Assoro (con la fracción de San Giorgio, incluyendo un enclave en la diócesis de Piazza Armerina), Catenanuova, Centuripe (con la fracción de Carcaci), Cerami, Gagliano Castelferrato, Leonforte, Nicosia (con la fracción de Villadoro), Nissoria, Regalbuto, Sperlinga y Troina.

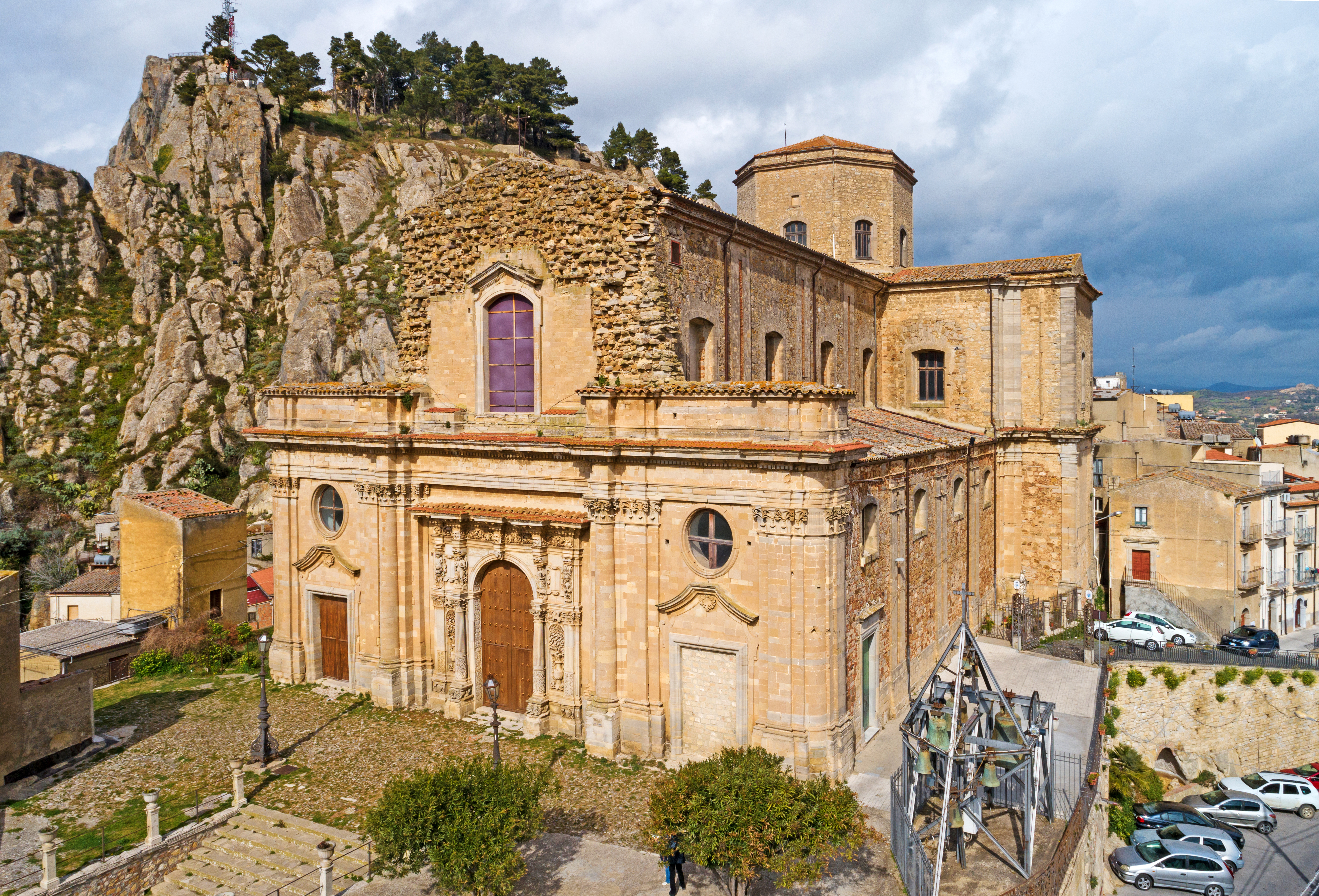
Basílica de Santa María Mayor, en Nicosia

La sede de la diócesis se encuentra en la ciudad de Nicosia, en donde se halla la Catedral de San Nicolás. En el territorio hay también dos basílicas menores: la basílica de San León, en Assoro, y la basílica de Santa María Mayor, en Nicosia. Además, en Troina se encuentra la excatedral de María Santísima Asunta, sede de la antigua diócesis de Troina en la época normanda.

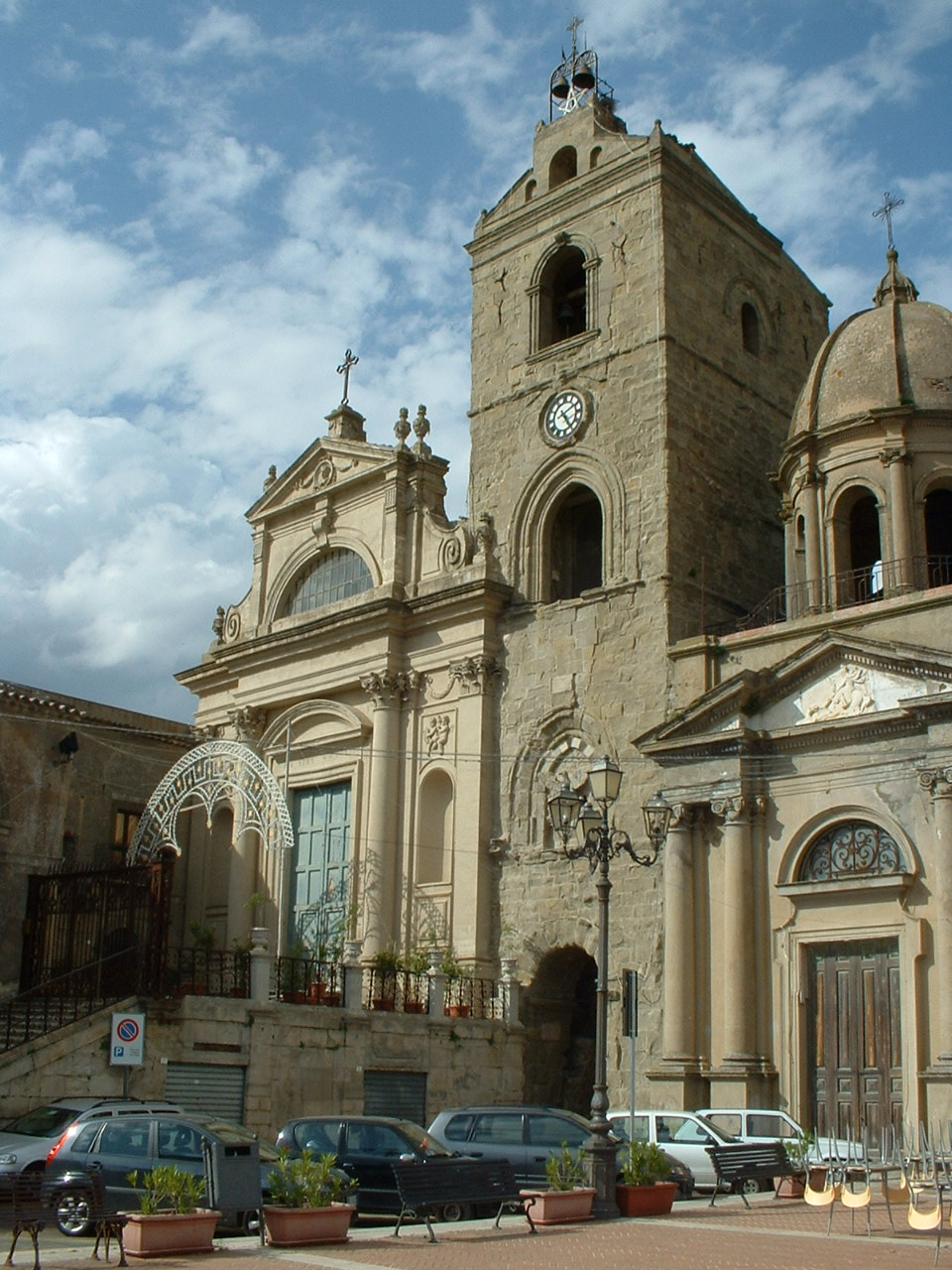
Excatedral de María Santísima Asunta, en Troina

En 2021 en la diócesis existían 40 parroquias agrupadas en 4 vicariatos:
- vicariato 1: comprende 9 parroquias de Nicosia, Sperlinga y Villadoro;
- vicariato 2: comprende 7 parroquias de Catenanuova, Regalbuto y Centuripe;
- vicariato 3: comprende 8 parroquias de Cerami, Gagliano Castelferrato y Troina;
- vicariato 4: comprende 16 parroquias de Agira, Assoro, Leonforte y Nissoria.[1]

## Historia
El nacimiento de la diócesis de Nicosia hacía parte del plan de ampliación de las diócesis sicilianas, con el fin de favorecer la cura pastoral de las poblaciones. Dicho plan fue decidido por el parlamento de Sicilia y presentado al rey Fernando III el 5 de abril de 1778. El rey, favorable al proyecto, encargó a la Diputación del Reino que estudiara la viabilidad de la operación, tras un estudio investigativo con vistas a un estudio exhaustivo de las diócesis de la isla. La noticia de la erección de nuevas diócesis pronto comenzó a despertar descontento en las diócesis interesadas; y así en Mesina se hizo todo lo posible para impedir la cesión de una parte de su territorio para la erección de la diócesis de Nicosia, una de las nuevas diócesis previstas en el proyecto de reforma.
La Diputación del Reino tuvo que afrontar además otra cuestión, es decir, a cuál de las ciudades asignar la sede episcopal. De hecho, Troina empezó a reivindicar su antigüedad y el hecho de haber sido la primera diócesis siciliana erigida por el normando Roger, y ahora pedía la restitución de la sede que en aquel momento había sido trasladada a Mesina. Al final, sin embargo, se eligió la ciudad de Nicosia, donde la Diputación tuvo que resolver otro problema de no poca importancia, a saber, la rivalidad entre los canónigos de las dos colegiatas, San Nicolás y Santa María Mayor, que reivindicaban el estatus de catedral de su propia iglesia.
El proceso de fundación de nuevas diócesis fue interrumpido durante la Revolución francesa y reanudado por el Parlamento siciliano el 24 de marzo de 1802, cuando se presentó una nueva solicitud de reorganización de las diócesis sicilianas, que fue nuevamente acogida favorablemente por el rey. El proceso se vio nuevamente frenado por los acontecimientos políticos internacionales y por la "presión parroquial" de las ciudades que querían la sede episcopal. Finalmente, después del Congreso de Viena, se implementaron las primeras decisiones.
La diócesis de Nicosia fue erigida por el papa Pío VII el 17 de marzo de 1817 mediante la bula Superaddita diei, tomando su territorio de la arquidiócesis de Mesina, de la que se convirtió en sufragánea. La iglesia de San Nicolás de Bari fue elegida como catedral. La colegiata de Santa María la Mayor fue reconocida con el título de basílica menor el 1 de marzo de 1818.
Inicialmente comprendía 19 comunas y asumió su estructura territorial actual con las modificaciones realizadas el 20 de mayo de 1844 mediante la bula In suprema, y con la cesión de Marianopoli y Resuttano para la erección de la diócesis de Caltanissetta el 25 de mayo de 1844 mediante mediante la bula Ecclesiae universalis del papa Gregorio XVI.
Los primeros obispos de Nicosia tuvieron que luchar, durante más de un siglo, con las autoridades comunales para obtener la posesión de los edificios destinados a servir como palacio episcopal y seminario. Finalmente en 1889 la diócesis obtuvo el antiguo monasterio de San Biagio como sede del seminario, mientras que sólo en 1937 fue cedido el palacio de los barones La Motta, que se convirtió en residencia episcopal. Desde el punto de vista pastoral, la diócesis estableció sus propias reglas de gobierno y gestión de actividades en los dos sínodos convocados por Bernardo Cozzucli en 1883 y 1893. Un tercer Sínodo se celebró durante el episcopado de Salvatore Pappalardo (1998-2008).
Agostino Felice Addeo, obispo de Nicosia, al presentar el nuevo Código de Derecho Canónico a los sacerdotes diocesanos, en el centenario de la institución de la diócesis, escribió: «El rey Fernando I quiso que este pueblo, sujeto y devoto a él, estuviera bien instruido y confirmado en la creencia en Dios, inclinado a amarlo y servirlo en la observancia de su ley y en la práctica de sus sacramentos. Y así dirigió oraciones suplicantes al pontífice Pío VII para que aumentase el número de obispados en Sicilia. Y así por deseo del rey y voluntad del pontífice, surgió la nueva diócesis, la ciudad fue erigida en episcopado y cien años de bendición transcurrieron sobre este pueblo, que supo elegir a Dios por Señor».

## Estadísticas
Según el Anuario Pontificio 2022 la diócesis tenía a fines de 2021 un total de 72 290 fieles bautizados.
| Año                                                                             | Población            | Población | Población      | Sacerdotes | Sacerdotes    | Sacerdotes    | Bautizados por sacerdote | Diáconos permanentes | Religiosos | Religiosos | Parroquias |
| Año                                                                             | Bautizados católicos | Total     | % de católicos | Total      | Clero secular | Clero regular | Bautizados por sacerdote | Diáconos permanentes | Varones    | Mujeres    | Parroquias |
| ------------------------------------------------------------------------------- | -------------------- | --------- | -------------- | ---------- | ------------- | ------------- | ------------------------ | -------------------- | ---------- | ---------- | ---------- |
| 1950                                                                            | 117 600              | 120 000   | 98.0           | 117        | 104           | 13            | 1005                     |                      | 20         | 110        | 30         |
| 1969                                                                            | 97 056               | 97 295    | 99.8           | 94         | 86            | 8             | 1032                     |                      | 11         | 134        | 35         |
| 1980                                                                            | 107 300              | 107 900   | 99.4           | 89         | 81            | 8             | 1205                     |                      | 10         | 106        | 40         |
| 1990                                                                            | 85 000               | 88 000    | 96.6           | 76         | 70            | 6             | 1118                     |                      | 12         | 109        | 41         |
| 1999                                                                            | 83 500               | 84 135    | 99.2           | 65         | 60            | 5             | 1284                     |                      | 18         | 85         | 41         |
| 2000                                                                            | 83 200               | 83 635    | 99.5           | 67         | 64            | 3             | 1241                     |                      | 15         | 81         | 41         |
| 2001                                                                            | 83 675               | 84 128    | 99.5           | 69         | 65            | 4             | 1212                     |                      | 10         | 71         | 40         |
| 2002                                                                            | 81 650               | 82 270    | 99.2           | 70         | 66            | 4             | 1166                     |                      | 9          | 67         | 40         |
| 2003                                                                            | 81 300               | 81 612    | 99.6           | 65         | 61            | 4             | 1250                     |                      | 9          | 52         | 40         |
| 2004                                                                            | 81 250               | 81 500    | 99.7           | 66         | 62            | 4             | 1231                     |                      | 12         | 61         | 40         |
| 2013                                                                            | 78 727               | 79 068    | 99.6           | 61         | 55            | 6             | 1290                     | 7                    | 11         | 40         | 40         |
| 2016                                                                            | 76 750               | 77 296    | 99.3           | 56         | 52            | 4             | 1370                     | 8                    | 8          | 40         | 40         |
| 2019                                                                            | 74 100               | 75 000    | 98.8           | 44         | 40            | 4             | 1684                     | 8                    | 9          | 30         | 40         |
| 2021                                                                            | 72 290               | 73 171    | 98.8           | 42         | 37            | 5             | 1721                     | 10                   | 9          | 29         | 40         |
| Fuente: Catholic-Hierarchy, que a su vez toma los datos del Anuario Pontificio. |                      |           |                |            |               |               |                          |                      |            |            |            |

## Episcopologio

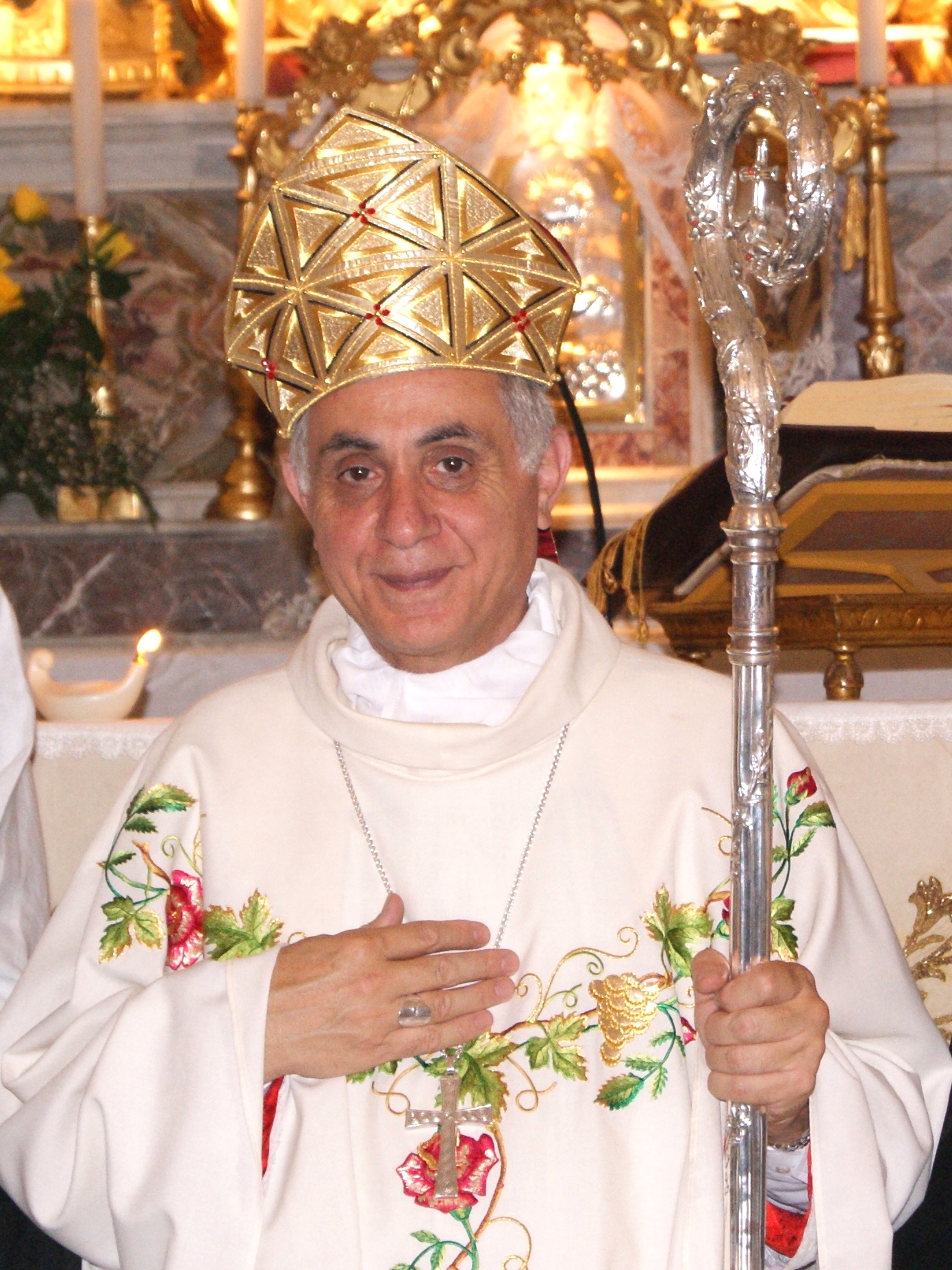
Salvatore Muratore gobierna la sede de Nicosia desde 2009

- Gaetano Maria Avarna † (26 de junio de 1818-1841 falleció)[13]
  - Sede vacante (1841-1844)
- Rosario Vincenzo Benza † (25 de julio de 1844-20 de noviembre[14] de 1847 falleció)
  - Sede vacante (1847-1851)
- Camillo Milana † (17 de febrero de 1851-6 de septiembre de 1858 falleció)
- Melchiorre Lo Piccolo † (23 de diciembre de 1858-8 de mayo de 1881 falleció)
- Bernardo Cozzucli † (18 de noviembre de 1881-3 de noviembre de 1902 falleció)
- Ferdinando Fiandaca † (22 de junio de 1903-10 de abril de 1912 nombrado obispo de Patti)
- Agostino Felice Addeo, O.S.A. † (15 de mayo de 1913-1 de julio de 1942 renunció[nota 1])
- Pio Giardina † (8 de agosto de 1942-18 de febrero de 1953 falleció)
- Clemente Gaddi † (24 de junio de 1953-21 de julio de 1962 nombrado arzobispo coadjutor de Siracusa)
- Costantino Trapani, O.F.M. † (4 de octubre de 1962-29 de octubre de 1976 nombrado obispo coadjutor de Mazara del Vallo)
- Salvatore Di Salvo † (20 de diciembre de 1976-9 de abril de 1984 renunció[nota 2])
- Pio Vittorio Vigo † (7 de marzo de 1985-24 de mayo de 1997 nombrado arzobispo de Monreale)
- Salvatore Pappalardo (5 de febrero de 1998-12 de septiembre de 2008 nombrado arzobispo de Siracusa)
- Salvatore Muratore (22 de enero de 2009-23 de abril de 2022 retirado)
- Giuseppe Schillaci, desde el 23 de abril de 2022